# Grifó belga

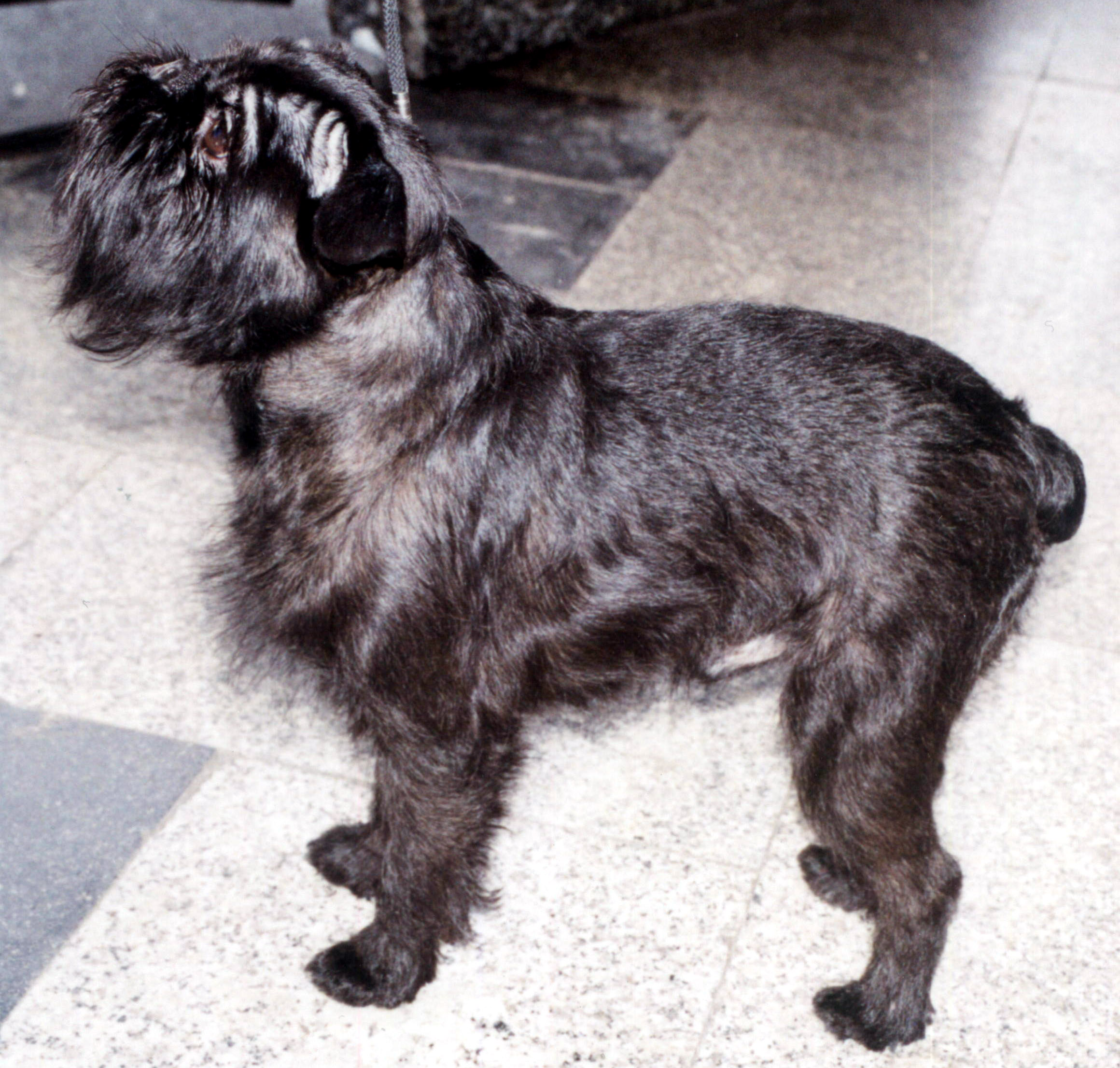
Grifó belga

El grifó belga és una raça de gos creada a la darreria del segle xix amb encreuaments d'Affenpinscher, Terrier de Yorkshire, Schnauzer miniatura i Carlino. La raça es va estabilitzar a la fi del segle xix. Ja en la dècada de 1890 era molt popular a Brussel·les.
El grifó belga és un gos petit amb forma de cos quadrat. Com els seus cosins, el Grifó de Brussel·les i el Petit Brabançó, és robust i d'aspecte elegant. És un descendent del gos popular «smoesje», que era un gos de guardia criat per caçar els rossegadors de les granges.

## Descripció
Segons l'estàndard la varietat de mida petita no ha de superar els 3 kg; la gran no ha de passar dels 5 kg. Es tracta per tant d'un gos minúscul, de cap rodó i front convex. La seva tòfona és ampla i negra, el musell és curt amb barba i bigotis abundants com a truges. El maxil·lar inferior és prominent i ample, avança més que el superior sent, per tant, les dents inferiors més sortints que les superiors. Els ulls són grans, rodons i foscos. Les orelles dretes, tallades en punta. Té un coll fort i un tòrax profund. La cua està amputada a dos terços, portada alta. El seu pèl és dur, abundant i desordenat. El color pot ser negre, negre i foc, o negre i vermell barrejats.
A causa de la forma rodona del crani dels cadells, les femelles tenen dificultats durant el part; per això freqüentment és necessari recórrer a la cesària. És un gos de tipus braquicèfal (de cap curt) que és sensible al síndrome obstructiu respiratori de les races braquicèfales.

## Caràcter i utilització
Malgrat tenir un aspecte agre, és un gos més aviat dolç, afectuós, obedient, adiestrable i molt viu. Com és un gos de pati i d'estable és un gran caçador de ratolins, desitja encara la llibertat del bosc i del prat, però se'l considera un agradable gos de companyia. No té molta simpatia pels nens.